# Pimlico (Caroline du Sud)
 (avril 2025).
Pour les articles homonymes, voir Pimlico (homonymie).
Pimlico est une census-designated place située dans le comté de Berkeley, dans l’État de Caroline du Sud, aux États-Unis. Lors du recensement de 2020, elle comptait 1 208 habitants.